# 星之夢
《星之夢》，是日本Key社的第四部作品，也是視覺小說系列「Kinetic Novel」的第一部。亦指以原作为中心展开的小说等衍生作品。

## 遊戲系統
作为Visual Art's的“Kinetic Novel”的第一部，该系列与普通的視覺小說所不同的是，它沒有給玩家自行遊玩的部份，即劇情沒有分岐等，只能按照一定的路線行走和觀賞CG。

## 遊戲背景
作品的舞台的原型是静冈县滨松市中区，作品中出现的花菱百货总店的原型是同地的松菱新馆。
剧本作者凉元悠一在自己的部落格中提到，虽说滨松市的滨松科学馆内有天象馆，但是本作品中出现的“花菱百货屋顶天象馆”是以名古屋市科学馆和明石市立天文科学馆、Konica Minolta Planetarium（コニカミノルタプラネタリウム）“满天”in Sunshine City为原型的。

## 故事
就时间上来讲，故事发生在小说和广播剧CD（见后述）的《耶路撒冷》和《星之人》之间。此外，各平台版本之间的故事和画面之类没有区别。
故事发生于末日幻想世界，人类的生物战争和核战争对环境造成了极严重的破坏，全球人口锐减，核污染造成的雨不停地下着。一位“废墟猎人”来到了一座因为战争而被废弃的都市来寻找可用物资，在一座废弃的星象馆里遇见了招待机器人少女——星野梦美，她用废弃物做成花束送给废墟猎人，并坚持让他观看星象投影。废墟猎人对机器人抱有戒备，并对她的喋喋不休感到不耐烦，不情愿地开始观看投影。然而，因投影仪耶拿已损坏，投影无法进行。
废墟猎人在星象馆中留宿，逐渐对星野梦美产生信任，并同意帮她修理投影仪。投影仪修好了，在投影和梦美的解说中，废墟猎人为她对星空的了解和热爱而由衷赞叹，并开始审视自己的过去。在梦美将要开始以人类航天为主题的特别投影时，投影仪却因备用电源用尽而停止工作。于是废墟猎人仅仅是听着梦美的解说，想象出了投影的余下部分。
在废墟猎人离开星象馆时，梦美告诉他自己在几天内将因电池不足停止工作，并提出尽机器人的职责，护送废墟猎人离开；废墟猎人决定带着她一起寻找安身之处。两人在街上行走，梦美显然对世界所经历的破坏一无所知，依旧用程序设定好的方式理解她看到的一切。废墟猎人问梦美如果向神许愿会许什么愿望，梦美的回答是“我想请求机器人的神不要将（人和机器人的）天堂分开”。
不久，废墟猎人发现前方有巡视的守卫机器人。他把梦美带到安全的地方，命令她待在原地不动。他试图将守卫机器人击毁，却失败了，守卫机器人对废墟猎人发起了猛烈的炮火攻击，废墟猎人奋力与之战斗。在守卫机器人的炮口已对准精疲力尽的废墟猎人时，梦美走出来，用自己的身躯挡住了炮火，保护了废墟猎人，而梦美的下半身被炸毁。梦美微笑着对废墟猎人道歉，表示自己是为遵守人与机器人之间的古老的承诺（可能指阿西莫夫提出的机器人三定律）而做出的选择，并认为守卫机器人并无伤害人类的恶意。
梦美即将因电量耗尽而停止工作，于是她向废墟猎人分享了自己在星象馆工作数十年间的记忆。梦美对废墟猎人说，自己无数次思考都得出客人和同事们再也不会回来的结论，并因此认为是自己出了故障，而如今才发现出了故障的并不是自己。废墟猎人说他要把梦美带到新的城市，迎接新的工作和新的客人。梦美在幸福中停止了工作。
废墟猎人取出了梦美的存储卡，放到自己的包里，而把梦美的残骸留在了雨中，自己开始了新的旅程。后来他昏迷而被别人发现后，告诉别人自己是“传颂星星之人”。

## 人物介紹

### 視覺小說
星野夢美（聲優：鈴木惠子）
星野梦美是在无人都市中，废弃的“花菱百货屋顶天象馆”里近30年间一直等待着客人来访的少女型接待机器人。型号：SCR5000 Si/FL CAPELII。外观的设定年龄是15～16岁。身穿仿照花菱百货的制服设计的服装（内藏光导纤维，可以在停电等紧急情况下用自身的电力发光），头上的帽子装备有可以按照自己的意思改变颜色、发光、显示文字等等的缎带。作为接待机器人，外表是仿照人类少女制造的，与此同时外形上的特征是在人类的耳朵的位置上安装的载有全息投影和小型打印机、接口等等的耳机，和向左右两侧分开的长及膝盖的银发。动力是机体内装载的电池的电力，但是由于没有搭载发电机，所以电池的补充完全依赖于外部电力供应。她在近30年来在已经被废弃，但是不知为何电力供应一直都没有停止的穹顶房间中不为人知地执行着“每年运行一周，剩下的51周为了充电休眠”的循环，所以外边的世界到底发生了什么完全一无所知。而且，由于30年来一直完全没有维护，本人说“稍微有些坏掉了”。此外和故障无关地，还经常进行冗长繁复的对话（梦美自身解释是“已知问题”）。由于梦美是拥有纯粹的思维的机器人，她直到现在也坚信不疑地认为客人一定会来，甚至顽固地认为说去“长期旅行”后就一去不返的职员们一定会回来。梦美作为本作的女主人公的同时，也是在小说、廣播劇CD等的一系列的“星之梦”的世界的象征。
还有，“星野梦美”这个名字是在花菱百货配置的时候征集得到的爱称。
廢墟獵人（聲優：小野大輔）
玩家所扮演的角色。姓名不明，年龄没有表明。为了寻找废墟中藏有的物资，将花菱屋顶天文台误认为雷达基地废墟潜入，在那里和梦美相遇。
此外，“废墟猎人”是像他这样的“出没于废墟中寻找有用的物资，并进行买卖谋生的人”的总称。
館長（聲優：石上祐一（遊戲）/瀧知史（動畫））
梦美的回忆中登场的花菱屋顶天象馆的馆长。
老廢墟獵人（聲優：千千和龍策（遊戲）/篠塚勝（動畫））
在废墟猎人的回忆中登场。曾经和废墟猎人组队行动的老人，在废墟猎人潜入无人都市之前，在和废墟猎人潜入别的废墟的行动中触雷身亡。曾经警告过年轻的废墟猎人要小心机器人。

### 雪景球（Snow Globe）
星野夢美（聲優：鈴木惠子）
倉橋里美（聲優：水月阿伽留（廣播劇CD）/佐藤利奈（動畫））
花菱百货屋顶天象馆的解说员，职员的领导，从包括梦美的所有职员的日常事务到天象馆的运营都一手包办。
三ケ島吾朗
里美的同事。由梦美的制造方派遣到花菱百货，主要负责梦美的维护和数据收集，梦美的主治医师。
森見由香（聲優：久子由美）
花菱百货屋顶天象馆的解说员，梦美的同事。
古賀茜（聲優：渡辺由宇）
花菱百货屋顶天象馆的新人解说员。
館長（聲優：瀧知史）
秋野晉（少年）（聲優：菲魯茲·藍）
秋野晉（聲優：八代拓）
雪野（聲優：依田菜津）
母親（聲優：杉山里穗）
陪伴機器人（聲優：田村奈央）
館員（聲優：菊地達弘、柳晃平）

### 耶路撒冷
马道克（聲優：大塚明夫）
デイビッド・サリンジャー
シスター
マンソン
グエン・チャウ
ダニエル・ディアス

### 星之人
星之人（声：廣瀨正志（廣播劇CD）/大木民夫（動畫））
蕾比（聲優：谷井明日香（廣播劇CD）/福沙奈惠（動畫））
居住於地下的女孩。
攸布（聲優：西牆由香（廣播劇CD）/日笠陽子（動畫））
居住於地下的男孩。
路茨（聲優：松岡由貴（廣播劇CD）/津田美波（動畫））
居住於地下的男孩。
エズラ
地下聚落的村長。
エレミヤ
居住於地下的女性。

## 發展

### 遊戲制作
- 企画·剧本：涼元悠一
- 原画·机械设定：駒都英二
- 音乐：（PC下载版·PC盒装版·PS2版·广播剧CD）

### 遊戲推出
于2004年11月29日发售了Yahoo! BB用户限定先行的Windows版，同年12月6日面向开始面向所有人发售下载版。之后在2006年4月28日发售了含有语音（只有女主角有）的盒装版，2006年8月24日又被PROTOTYPE（プロトタイプ）移植为PS2版（所有角色皆有语音）。2009年2月28日，在Prototype協助之下推出PlayStation Portable版本。2009年7月31日，為了配合Key公司所推出的「KEY 10th MEMORIAL BOX」企劃，再次推出全年齡版本。2010年4月30日時，另一款兼容Windows 7電腦平台的全年齡向《星之夢》則以紀念版的方式再次推出。2011年5月12日Key為了幫助2011年日本东北地方太平洋近海地震的災民募款而發售PSP遊戲。2011年11月30日時，發售全年齡版本的Android和iOS遊戲。在2016年7月29日發售於Windows上運行的HD版本。2016年7月，在平台Steam上發布簡體中文版。於2019年發布Nintendo Switch版本。

## 動畫

### 網路動畫
2016年4月1日，官方在网页上发布消息称《Planetarian》将改编成动画。类似于《Rewrite》，由于此消息是在愚人节时发表，因此被大多数人以玩笑的心态来对待。但随后官方在另一个网页上宣布启动「Planetarian Project」，并证实动画化为真实消息。
4月15日，发布消息称动画版将于7月7日开始进行网络配信，同时公布制作名单。

#### 制作人员
- 原作：Key、Visual Art's
- 監督：津田尚克
- 脚本：安川正吾、津田尚克
- 系列导演：中山勝一、町谷俊輔
- 原作協力：Key、Visual Art's
- 角色原案：駒都えーじ
- 角色设计：竹知仁美
- 美術監督：竹田悠介、杉山祐子
- 摄影監督：渡辺有正
- 音響監督：山口貴之、津田尚克
- 音響効果：小山恭正
- 音楽：Visual Art's、折戸伸治、どんまる、竹下智博
- 动画制作：David Production
- 製作：Planetarian Projection

#### 主题曲
網路動畫片尾曲
「Twinkle Starlight」（第1-4話）
作詞：丘野塔也，作曲：，編曲：森藤晶司，主唱：佐咲紗花
「星めぐりの歌」（第5話）
作詞・作曲：宮沢賢治，編曲： 戸越まごめ，主唱：MELL

#### 各話列表
| 話數  | 日文標題 | 中文標題     | 劇本     | 分鏡     | 演出     | 作畫監督                                              | 總作畫監督                | 發布日        |
| ----- | -------- | ------------ | -------- | -------- | -------- | ----------------------------------------------------- | ------------------------- | ------------- |
| 第1章 |          | 機械人的花束 | 安川正吾 | 津田尚克 | 町谷俊輔 | 横山謙次、山本晃宏                                    | 竹知仁美、清丸悟 蘇武裕子 | 2016年 7月7日 |
| 第2章 |          | 修理投影機   | 安川正吾 | 中山勝一 | 中山勝一 | 横山謙次、山本晃宏                                    | 竹知仁美、清丸悟 蘇武裕子 | 7月14日       |
| 第3章 |          | 夢美投影     | 安川正吾 | 町谷俊輔 | 町谷俊輔 | 横山謙次、生田目康裕                                  | 竹知仁美、清丸悟 蘇武裕子 | 7月21日       |
| 第4章 |          | 醉酒         | 津田尚克 | 町谷俊輔 | 町谷俊輔 | 都竹隆治、木下由衣、大塚溪花 動作：才木康寛           | 竹知仁美、清丸悟 小林亮   | 7月28日       |
| 第5章 |          | 夢美的願望   | 津田尚克 | 中山勝一 | 中山勝一 | 小林亮、横山謙次、山本晃宏 動作：才木康寛、海老原雅夫 | 竹知仁美、清丸悟          | 8月3日        |

### 星之人
外传剧场版为「星之人」，并于2016年9月3日上映。

### 雪景球
2019年11月29日，遊戲發售15周年之際，外傳《planetarian 〜雪景球〜》（planetarian 〜雪圏球(スノーグローブ)〜）OVA化眾籌啟動，眾籌時間為2019年11月29日12時至2020年1月24日，計畫2020年9月發佈（達成眾籌目標的3000萬元時將製作時長約25分鐘的OVA，若金額增長則製作規模也將增大）
目標金額：3000萬元，25分鐘OVA的製作（2019年12月1日達成）
目標金額：4000萬元，OVA總時長被延長。將收錄配信版ED「Twinkle Starlight」ほしのゆめみ版FULL ver.至「主題歌＆原聲帶ＣＤ」中。（2019年12月12日達成）
目標金額：4500萬元，配信版ED「Twinkle Starlight」ほしのゆめみ版FULL ver.將被收錄至「主題歌＆原聲帶ＣＤ」中（2019年12月27日達成）
目標金額：5000萬元，將正式收錄原創星座解說CD，為所有參與眾籌的粉絲們準備了紀念特典「夢美的特製星座卡」（2020年1月9日達成）
目標金額：6000萬元，將收錄夢美的全新歌曲（celebrate song）至原創曲&主題歌CD中（2020年1月22日達成）
目標金額：7500萬元，將會製作《雪景球》的視覺小說，計畫在2021年發售
7500萬元的眾籌目標金額於2020年1月24日（正好是除夕）23:00（東九區時間）前後、也就是該眾籌全面結束1小時前左右達成。最終，該眾籌企劃共籌得77,986,867圓。
2020年9月14日，Key官方宣佈由於受COVID-19影響及部分製作工程上的問題，該動畫的發佈日期由2020年9月被推遲至2021年1月底。2020年12月，OVA製作組向眾籌者宣佈動畫正片全部完工，之後包括該動畫成品BD在內的眾籌返品已於2021年1月20日開始向全體眾籌者發貨。

## 跨媒體

### 輕小说
作为视觉小说的PC盒装版和PS2版的初回特典的短篇小说集。副题是“星座、语言、神、机器人四个主题的小品集”，收录了4篇短篇小说。此外PC盒装版赠品是初回，PS2版赠品是第二版，两者的带子和书签不一样（内容是一致的）。由PARADIGM（パラダイム）出版社协助编辑。
原来在PC盒装版和PS2初回特典版中附送的小说2008年10月31日开始發售。
雪景球（Snow Globe）
世界大战发生之前，人类的和平时光中发生的故事。名叫星野梦美的女性机器人在花菱百货屋顶天文台工作开始后10年。梦美有一天突然开始出现一些奇怪的举动。比如离开岗位到街道上走动。职员由于这种没有特定目的的原因不明的行动深感困惑。在他们之中的倉橋里美跟着梦美追了出去，也没能搞清原因。最后，梦美的电池耗尽了。
耶路撒冷
世界大战爆发后不久的故事。南美联合军接到报告称一名狙击手埋伏在巴塔哥尼亚的一个教堂里，命令马道克上士（マードック曹長）率领一个排去进行消灭或者劝降。但是狙击手没有接受劝降，反而士兵一个又一个地被消灭了。保住一命的马道克在绝望的状况中，在望远镜里捕捉到了狙击手的身姿。那是一名美丽的修女。这是一部描绘老废墟猎人的年轻时候的故事。
星之人
在大战之后毁灭的世界里，幸存的人类艰难地生存的故事。某个地下避难所中居住的三个孩子蕾比（レビ），攸布（ヨブ）和路茨（ルツ）发现一名在雪地里倒下的老人。大人们称这名被搬进来的老人为“星之人”。孩子们对这名被称为“星之人”的稀有的访客兴趣十分浓厚。最后孩子们在老人的指示下开始制作某样东西。这是描绘废墟猎人在那之后的人生的作品。
此外，剧本作者凉元悠一在自己的部落格里，公开了由推敲时去掉的幻想部分重新整理成的短篇故事二次创作《星之人／系谱（星の人／系譜　planetarian ～ちいさなほしのゆめ～ より）》。这个故事在后面的廣播劇CD里也有所收录。

双胞胎的和在两个人的世界中不停学习着。有一天，想到“我们是为了什么，而且要学习到什么时候呢？”解答到来的时刻已经不远了。

### 广播剧CD
上面的小说的故事加以适当整理制作而成的廣播劇CD。

#### 雪景球（Snow Globe）
于2006年12月29日在Comic Market71上作为Visual Art's的套装同捆物之一限量发售（日后，可在网上订购同一物品，依旧是限量发售），此这个版本的外包装比较简单。2007年5月25日发售了一般的市面版本，包装（光盘盒类型为）和封皮的图像变更，且附赠可收录全部三章的特制盒子和卡片书。

#### 耶路撒冷
2007年7月27日发售。以fripSide演唱的《brave new world》作為插曲。

#### 星之人
2007年7月27日发售。

#### 
作为“星之人”的特典附带。

### 音乐作品
结尾曲 
作詞／作曲：宮澤賢治、編曲：戸越まごめ、歌：MELL
原始版无，盒装版发售的时候追加了片尾曲。
又2006年8月11日，在Comic Market70上限定发售了原声带（特典是绘本）。除了收录了游戏中的音乐，更增加了作曲者戸越まごめ重编曲的曲子和折户伸治写的新曲各一首。这张原声带于2006年12月28日进行普通销售。
曲目列表
1. Gentle Jena
2. Gentle Jena ～Extended Version～
3. Human warrior

## 外部連結
- Planetarian簡介 （页面存档备份，存于）（日語）
- KEY首頁 （页面存档备份，存于）（日語）
- Kinetic Novel首頁（日語）
- insani的Planerarian翻譯計劃網頁（页面存档备份，存于）（英文）
- 《星之夢》在視覺小說數據庫的頁面 （英文）